# Cuthbert Malajila
Cuthbert Malajila, né le 3 octobre 1985 à Eiffel Flats au Zimbabwe, est un footballeur international zimbabwéen, qui évolue au poste d'attaquant.

## Biographie

### Carrière en club
Avec les clubs du Dynamos Harare et du Mamelodi Sundowns, Cuthbert Malajila dispute 9 matchs en Ligue des champions.

### Carrière
Cuthbert Malajila compte 27 sélections et 9 buts avec l'équipe du Zimbabwe depuis 2008.
Il est convoqué pour la première fois en équipe du Zimbabwe par le sélectionneur national Sunday Chidzambwa, pour un match amical contre le Botswana le 26 mars 2008, où il inscrit son premier but en sélection durant cette rencontre. Le match se solde par une victoire 1-0 des Zimbabwéens.

## Palmarès
- Avec le Dynamos FC
  - Champion du Zimbabwe en 2011
  - Vainqueur de la Coupe du Zimbabwe en 2011

- Avec le Mamelodi Sundowns
  - Champion d'Afrique du Sud en 2014 et 2016
  - Vainqueur de la Coupe d'Afrique du Sud en 2015

- Avec le Bidvest Wits
  - Champion d'Afrique du Sud en 2017